# Laureola rubicunda
Laureola rubicunda là một loài chân đều trong họ Armadillidae. Loài này được Barnard miêu tả khoa học năm 1960.